# Turibolo

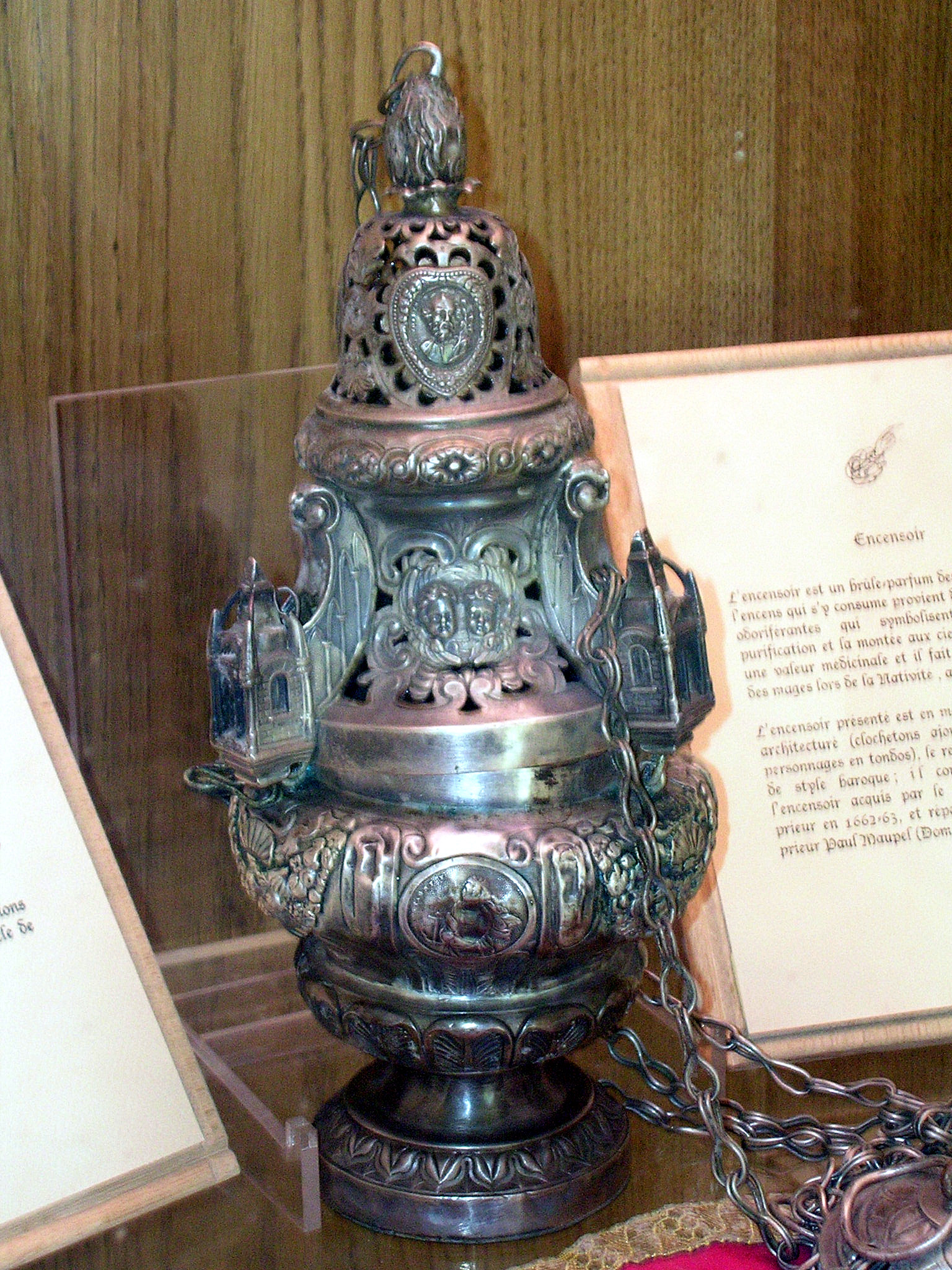
Turibolo classico in uso dei riti cristiani. Quello in fotografia è fiammingo del XVII secolo.

Il turibolo (dal latino turibulum), detto anche incensiere, è il vaso, spesso in metallo, dove viene bruciato incenso in grani o altre essenze profumate durante una funzione religiosa.

## Cristianesimo
Nel Cristianesimo esso è usato nella Chiesa cattolica, nella Chiesa ortodossa, nella Chiesa anglicana ed in altre confessioni cristiane. Storicamente i primi cristiani nell'uso del turibolo si rifecero alla liturgia e alle purificazioni della religione romana e greca (che utilizzavano anche lo zolfo oltre l'incenso), che a loro volta importarono tale uso dalla religione egizia.
Il nome turibolo deriva dal latino thuribulum, la cui radice thur significa incenso.
L'uso del turibolo è molto semplice. Nel turibolo viene acceso un carboncino, su cui viene poi versato un po' di incenso (o altra sostanza). In questo modo dal turibolo si leva una nuvola di fumo profumato.
Esistono diversi modelli di turibolo:
- quelli comunemente chiamati brucia-incenso sono di tipo fisso, più o meno muniti di coperchio forato;
- quelli più usati nelle funzioni religiose sono muniti di catene che ne permettono un utilizzo più ampio. Questi tipi di turibolo hanno normalmente quattro catene, tre sono passanti per il coperchio e reggono il vaso mentre la quarta regge il coperchio. Altri hanno solo tre catene essendo sprovvisti di coperchio: questo tipo di turibolo è usato nel rito ambrosiano.

Il turibolo è accompagnato dalla navicella: piccolo vaso in cui viene conservata la scorta di incenso da aggiungere al momento opportuno nel turibolo. Il chierichetto incaricato di portare il turibolo è detto turiferario. In processione, il turiferario porta il turibolo con la mano destra e la navicella con la sinistra (se non c'è il ministrante incaricato di portare la navicella). Al momento di presentare il turibolo al sacerdote per l'infusione dell'incenso, il turiferario tiene il turibolo con la sinistra e la navicella con la destra.

### Modi di utilizzo

#### Rito romano

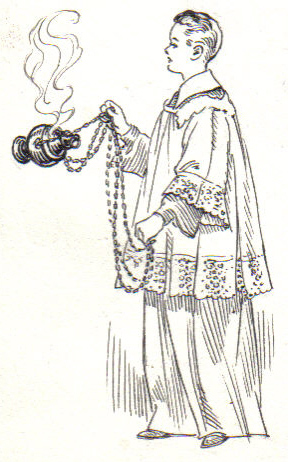
Ministrante nell'atto di incensare

Uno dei tipici utilizzi del turibolo nella Chiesa cattolica di Rito latino è durante la Celebrazione Eucaristica, la Benedizione eucaristica ed altri riti.
Durante la Celebrazione eucaristica può essere utilizzato in questi momenti principali:
- all'inizio della celebrazione stessa. Vengono incensati l'altare (sul quale si svolgerà il sacrificio eucaristico) e la croce, sempre presente durante la Messa ed eventuali statue o immagini di santi di cui ricorra la festa o la solennità;
- prima della lettura del Vangelo. Viene incensato l'Evangeliario da cui verrà letto il brano di Vangelo;
- durante l'Offertorio. Vengono incensati il pane ed il vino che diventeranno corpo e sangue di Cristo; si incensa nuovamente la mensa eucaristica e poi, in segno di purificazione, anche tutti i presenti: il celebrante o i celebranti, i ministri, i fedeli;
- al momento della consacrazione: durante l'elevazione del Corpo e del Sangue di Cristo.

Prima della riforma liturgica di Paolo VI, il sacerdote benediceva l'incenso, all'atto di infonderlo nel turibolo, con una delle seguenti formule:
 oppure:
L'incensazione all'Offertorio avveniva in forma di triplice croce e di triplice cerchio sul pane e sul vino, accompagnata dalle parole:
Queste formule sono ancora oggi utilizzate nella Messa tridentina.
Il turibolo è anche utilizzato nel rito delle esequie, per incensare la salma.
L'incenso è utilizzato anche per rendere culto ai santi. Esso perciò viene usato per incensare le immagini della Vergine Maria, dei santi e dei beati. Non possono essere incensate immagini di defunti o di persone viventi.
Per l'incensazione si usano criteri precisi:
- per il Santissimo Sacramento (durante la consacrazione o la benedizione eucaristica), le reliquie della S. Croce, l'immagine di Gesù Crocifisso e i sacerdoti: 3 tratti
- per l'immagine della Madonna, dei santi o dei beati: 2 tratti
- per i laici: un tratto.

I tratti possono essere singoli, doppi o tripli in base alla consuetudine del luogo, si dia comunque più importanza al SS. Sacramento.
Quando il SS. Sacramento è portato in processione, viene preceduto da due turiferari affiancati, recanti ognuno un turibolo fumigante; il ministrante che porta la navicella, sta fra i due turiferari e, all'occorrenza, aggiunge l'incenso nei turiboli.

#### Rito ambrosiano

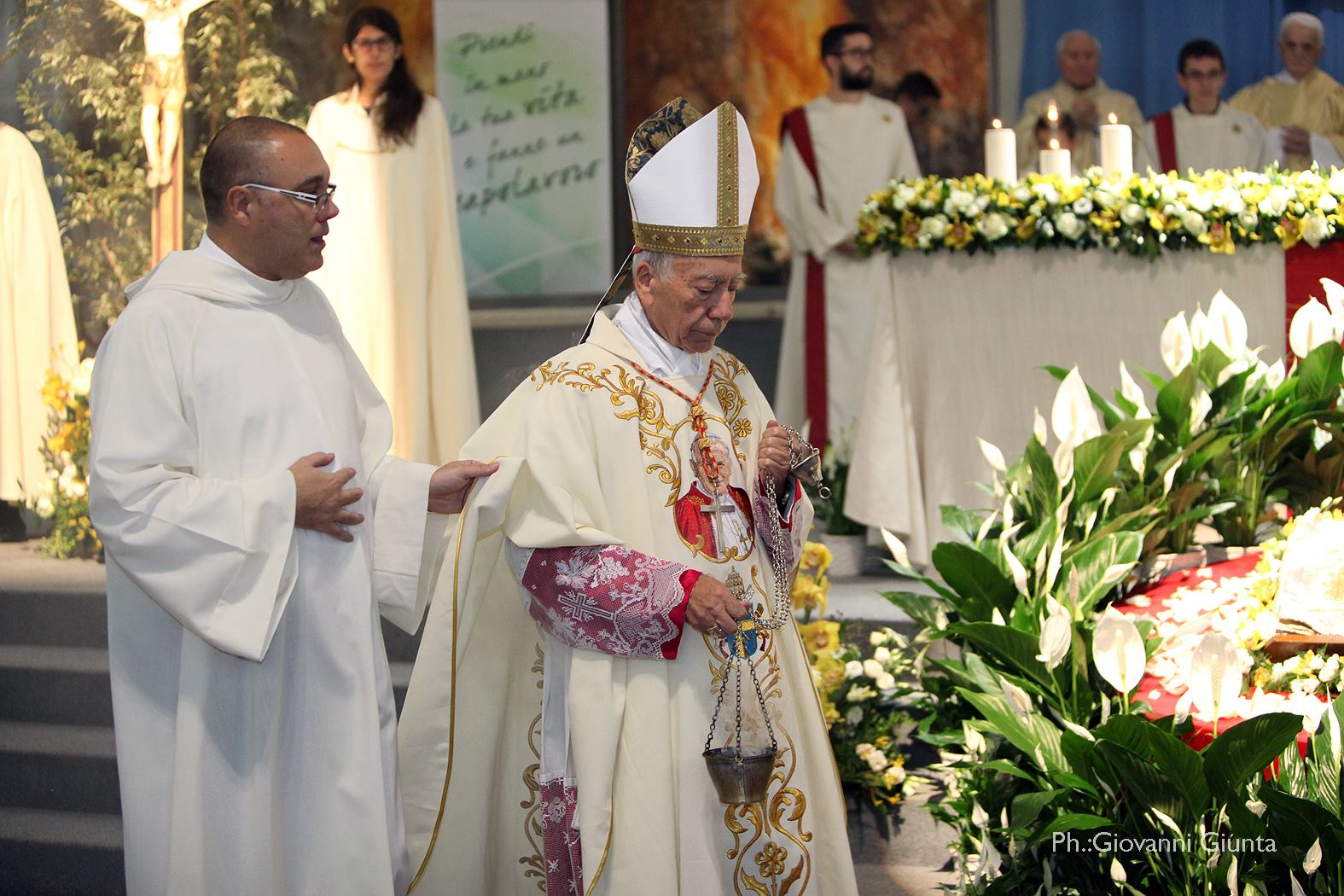
Il cardinale Francesco Coccopalmerio incensa con un turibolo ambrosiano.

Nella tradizione ambrosiana il turibolo è di tipo "aperto", ossia non è dotato di coperchio. Nelle chiese di rito ambrosiano il turibolo viene usato in maniera differente. Il modo di usare il turibolo nell'incensare è "per ductum et tractum", cioè facendo prima ruotare il turibolo (ductus) e poi spingendolo in avanti (tractus), in modo che chi incensa "disegni" la forma di una croce. Nel ductus il turibolo viene fatto ruotare in senso orario, nel tractus il turibolo viene alzato verticalmente e abbassato.
I criteri usati per l'incensazione sono:
- per il Santissimo Sacramento (durante la consacrazione o la benedizione eucaristica), le reliquie della Santa Croce, l'immagine di Gesù Crocifisso e i sacerdoti: apertura con giro antiorario, inchino, ductus et tractus ripetuto tre volte, inchino;
- per l'immagine della Madonna, dei santi o dei beati e i diaconi: apertura con giro antiorario, inchino, ductus et tractus ripetuto due volte, inchino;
- per i laici (assemblea): apertura con giro antiorario, inchino, ductus et tractus ripetuto tre volte, chiusura con giro antiorario, inchino.

#### Riti orientali

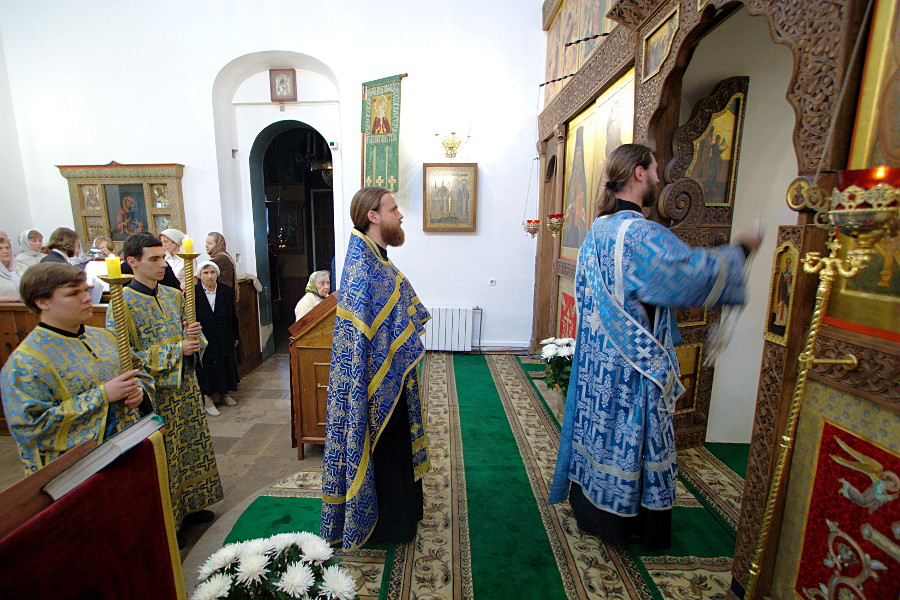
Sacerdote ortodosso e diacono mentre celebrano i riti d'ingresso dei vespri con l'incensazione dell'altare.

Nelle chiese di Rito bizantino (ortodosse e cattoliche) il turibolo (chiamato thymiateria dall'omonima parola greca) è molto simile a quello della Chiesa occidentale, ma solitamente dispone di quattro catene, alle quali sono attaccate dodici piccole campanelle a simboleggiare i dodici apostoli. Secondo una certa tradizione gli incensieri con le campanelle sono utilizzati esclusivamente dai vescovi.
A differenza del cattolicesimo latino, però, le Chiese orientali fanno uso molto più frequentemente del turibolo: esso è utilizzato nelle funzioni mattutine, ai vespri, nella liturgie domenicali così come nelle pannikhida. Anche in questo caso l'incensazione del celebrante viene fatta da un diacono. Gli accoliti e le persone che non hanno ricevuto gli ordini hanno la possibilità di preparare l'incensiere ma non di amministrare l'incensatura.
L'incensiere nelle culture cristiane di Rito orientale (cattoliche e ortodosse) è utilizzato anche per l'incensazione delle icone che si trovano negli altari casalinghi.

## Botafumeiro

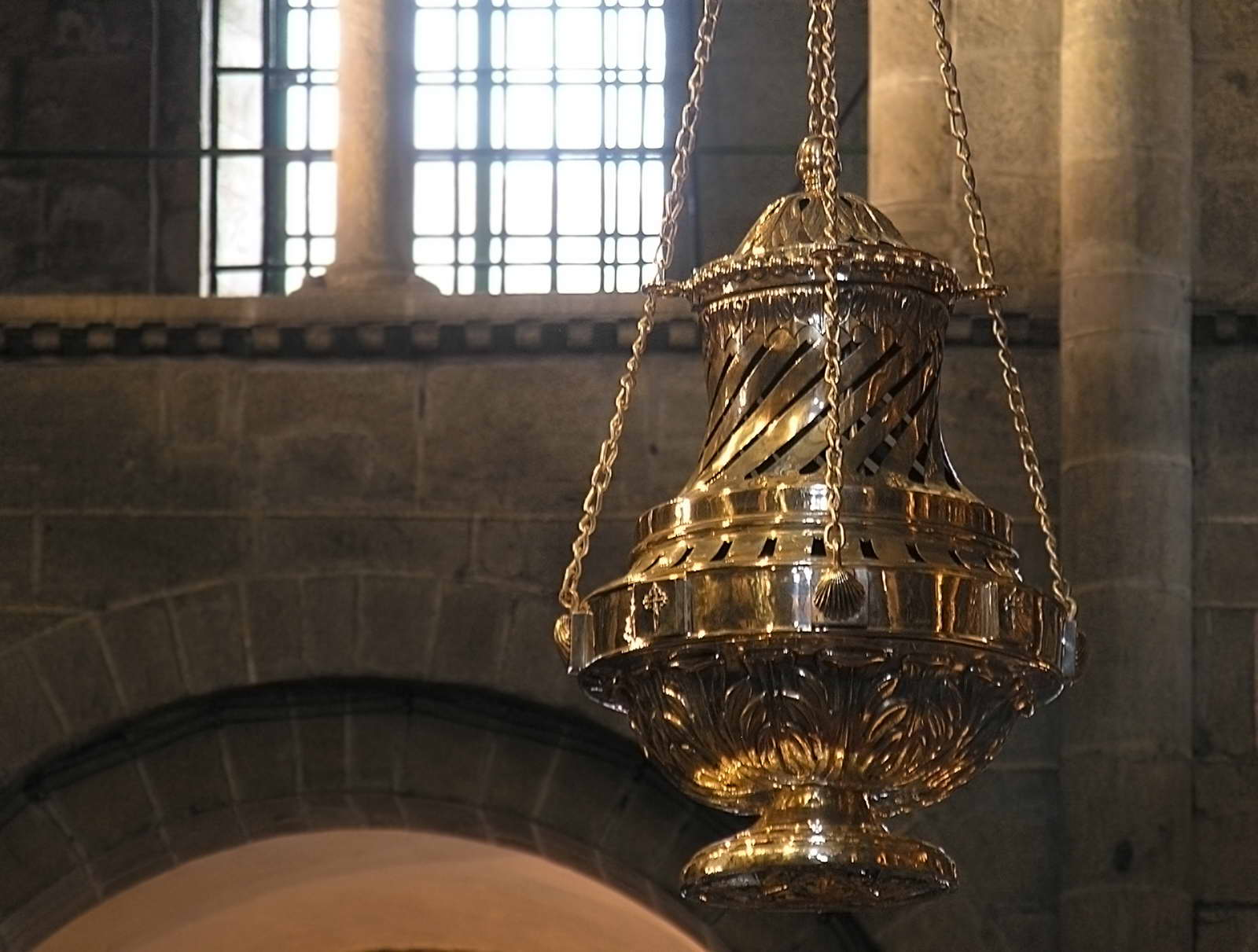
Il Botafumeiro il più grande turibolo cristiano mai costruito, utilizzato ancora oggi nella cattedrale di Santiago di Compostela.

Un famoso turibolo è il Botafumeiro, nella cattedrale di Santiago di Compostela. Sospeso al soffitto della cattedrale, questo turibolo è noto per la sua straordinaria altezza di circa un metro e mezzo e per il peso di 55 chilogrammi (quello attuale, fuso nel 1851, è in ottone ricoperto d'argento). Per il suo utilizzo vengono impiegate circa una dozzina di persone ed esso viene fatto oscillare lungo i transetti laterali della chiesa. Esso viene ancora oggi utilizzato simbolicamente nelle celebrazioni solenni della cattedrale ed è considerato il più grande del mondo
Una delle spiegazioni delle grandi dimensioni del Botafumeiro era l'antico uso che se ne faceva probabilmente per rinfrescare l'aria all'interno della cattedrale, appesantita dalla presenza dei moltissimi pellegrini che vi si recavano in adorazione.